# ゼニュム・ジャパン
ゼニュム(Zenyum)は、2018年にシンガポールにて設立され、アジアを中心に事業を展開するオーラルケアブランド。透明マウスピース矯正の製造・販売を始め、電動歯ブラシやホワイトニングといったオーラルケアグッズを販売している。ゼニュム・ジャパン(Zenyum Japan)はその日本法人で、2021年に設立。現在は東京都港区新橋に本社を構える。代表取締役社長は伊藤佑氏。